# Шандра Ярослав Вікторович
Ярослав Вікторович Шандра (нар. 15 травня 2006, Рава-Руська, Львівська область, Україна) — український футболіст, центральний захисник львівського «Руху».

## Життєпис
Народився у місті Рава-Руська Львівської області. Футболом розпочав займатися в місцевому клубі «Рава», згодом перейшов до «УФК-Карпати». Перші тренери — Михайло Занько та Ігор Артимович. У ДЮФЛУ з 2019 по 2022 рік виступав за ФК «Львів». У дорослому футболі дебютував за львівську команду 4 червня 2023 року в програному (0:1) виїзному поєдинку 30-го туру Прем'єр-ліги України проти ковалівського «Колоса». Ярослав вийшов на поле на 79-й хвилині замість Максима Сасовського.
На початку серпня 2023 року вільним агентом перебрався до «Руху». Сезон 2023/24 років провів у юнацькій команді (U-19). Також потрапляв до заявки «Руху-2», але в офіційних матчах на футбольне поле не виходив.